# بيتر برستون
بيتر برستون هو سياسي كندي، ولد في 3 يونيو 1935 بهاميلتون في كندا، وتوفي في 14 أكتوبر 2016. حزبياً، نشط في حزب أونتاريو المحافظ التقدمي. وقد انتخب عضو برلمان مقاطعة أونتاريو.